# BMW-Siedlung
Die BMW-Siedlung ist ein 1934–35 errichtetes Wohnquartier im Norden der Stadt Eisenach in Thüringen.

## Lage und Architektur

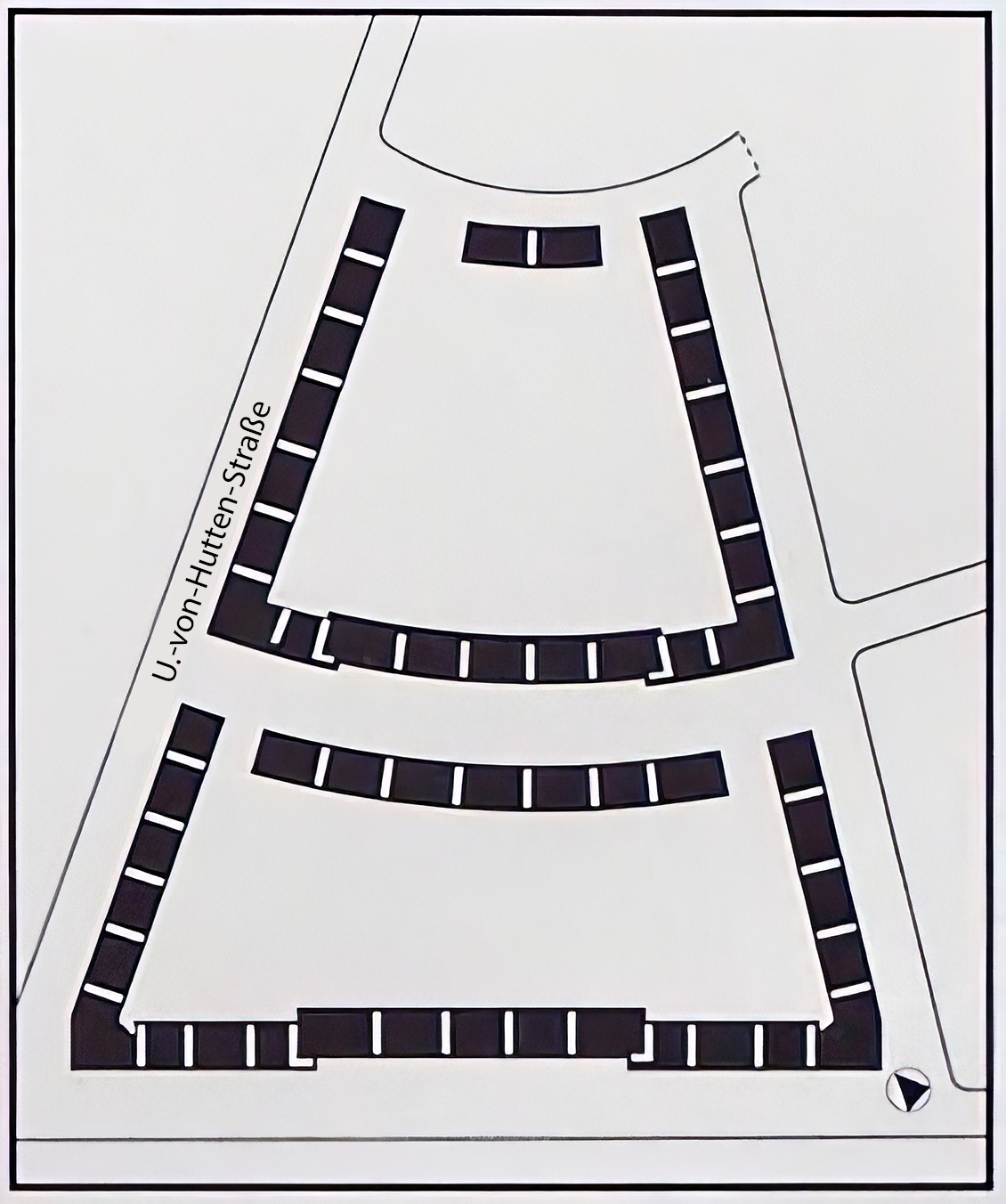
Anordnung der Häuser in der Siedlung

Die in ihrem Grundriss bis heute unverändert erhaltene BMW-Siedlung befindet sich im Norden Eisenachs, zwischen Nebe-, Amsdorf-, Junker- und Ulrich-von-Hutten-Straße.
Die 52 drei- bis fünfgeschossigen Mehrfamilienhäuser sind als Reihenhäuser in zwei annähernd quadratischen Karrees angeordnet. Der Münchner Künstler H. Goebel
gestaltete 1935 die Fassaden mit Sgraffiti im nationalsozialistischen Zeitgeist aus.

## Geschichte
Eisenach war seit Anfang der 1930er Jahre alleiniger Standort der Automobilproduktion der Bayerischen Motorenwerke. Ab 1936 kam mit dem BMW Flugmotorenfabrik Eisenach ein zweites Werk des Konzerns hinzu. Für die Mitarbeiter des expandierenden Automobilwerkes bestand erhöhter Bedarf an Wohnraum, so dass im Jahr 1934 mit der Errichtung des Wohnviertels begonnen wurde.
Den Zweiten Weltkrieg überstand die Siedlung weitgehend unbeschadet. Nach Kriegsende wurden die nationalsozialistischen Symbole aus den Sgraffiti entfernt, nach 1950 entfernte man außerdem noch Teile der Bilder, die nicht dem ideologischen Weltbild des kommunistischen DDR-Regimes entsprachen.
Baulich unverändert, aber stark renovierungsbedürftig überdauerte die Siedlung die DDR-Zeit. 1995 wurde sie unter Denkmalschutz gestellt und erhielt den Status eines Kulturdenkmals.
2000 bis 2001 erfolgte eine umfassende Sanierung. Hierbei wurden die verbliebenen Sgraffiti entfernt. An sie erinnern Schautafeln, die an den sanierten Fassaden angebracht wurden.

## Galerie

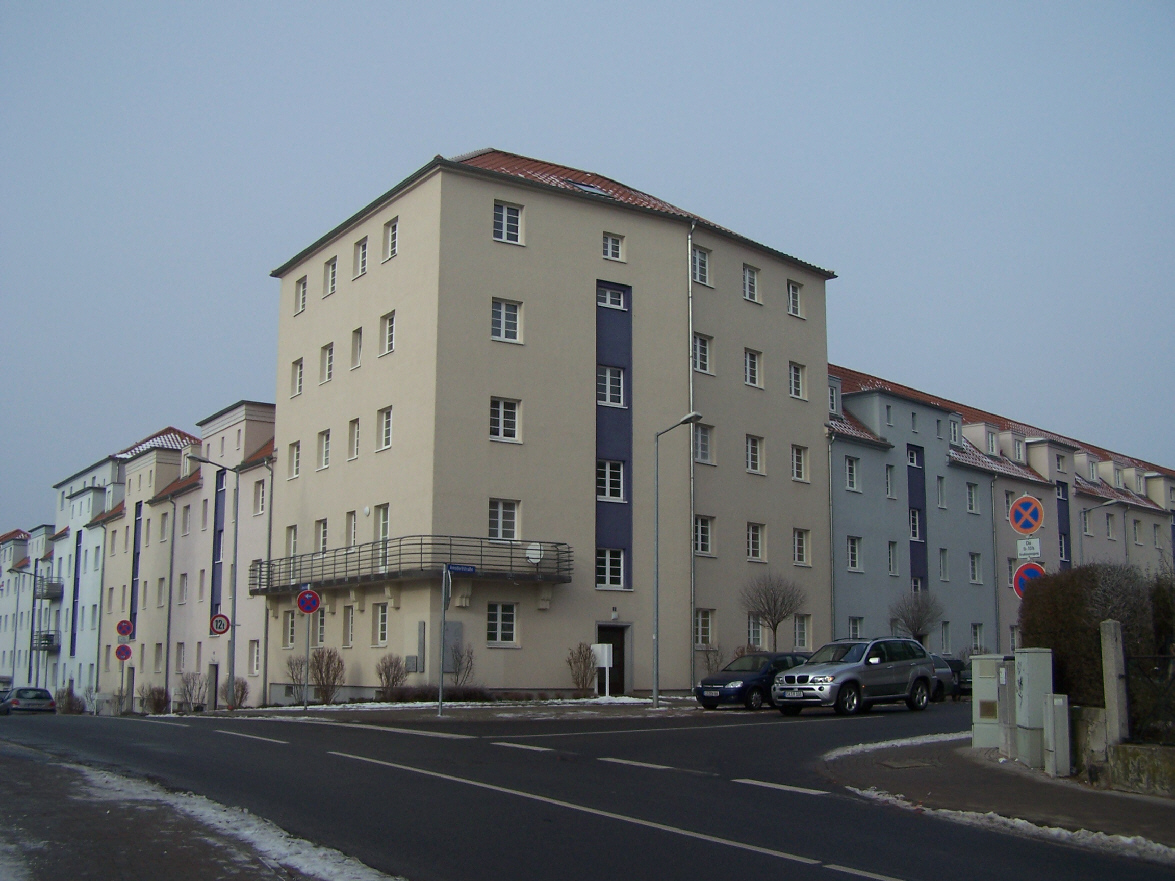
Ecke Nebestraße/Amsdorfstraße
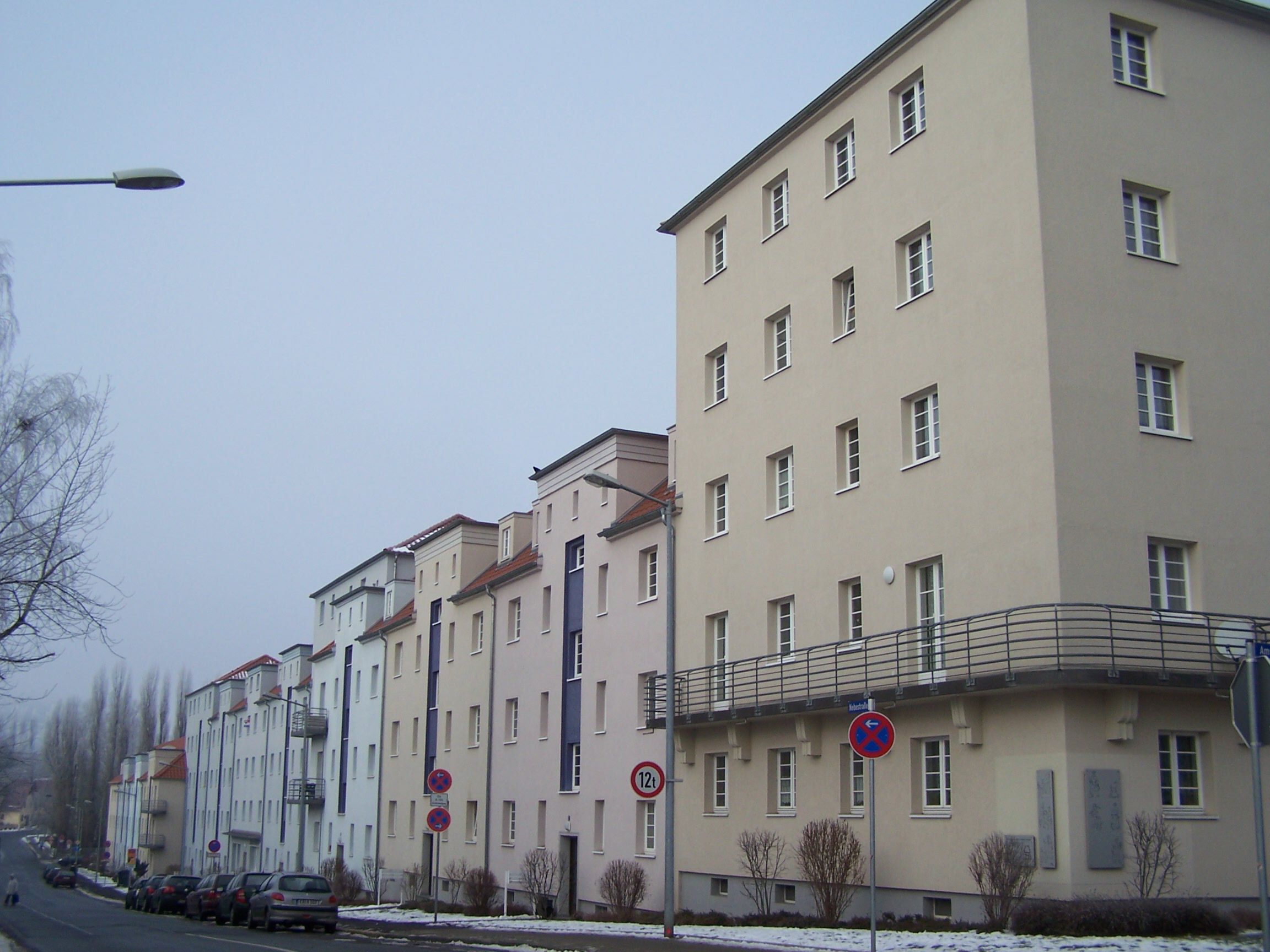
Nebestraße
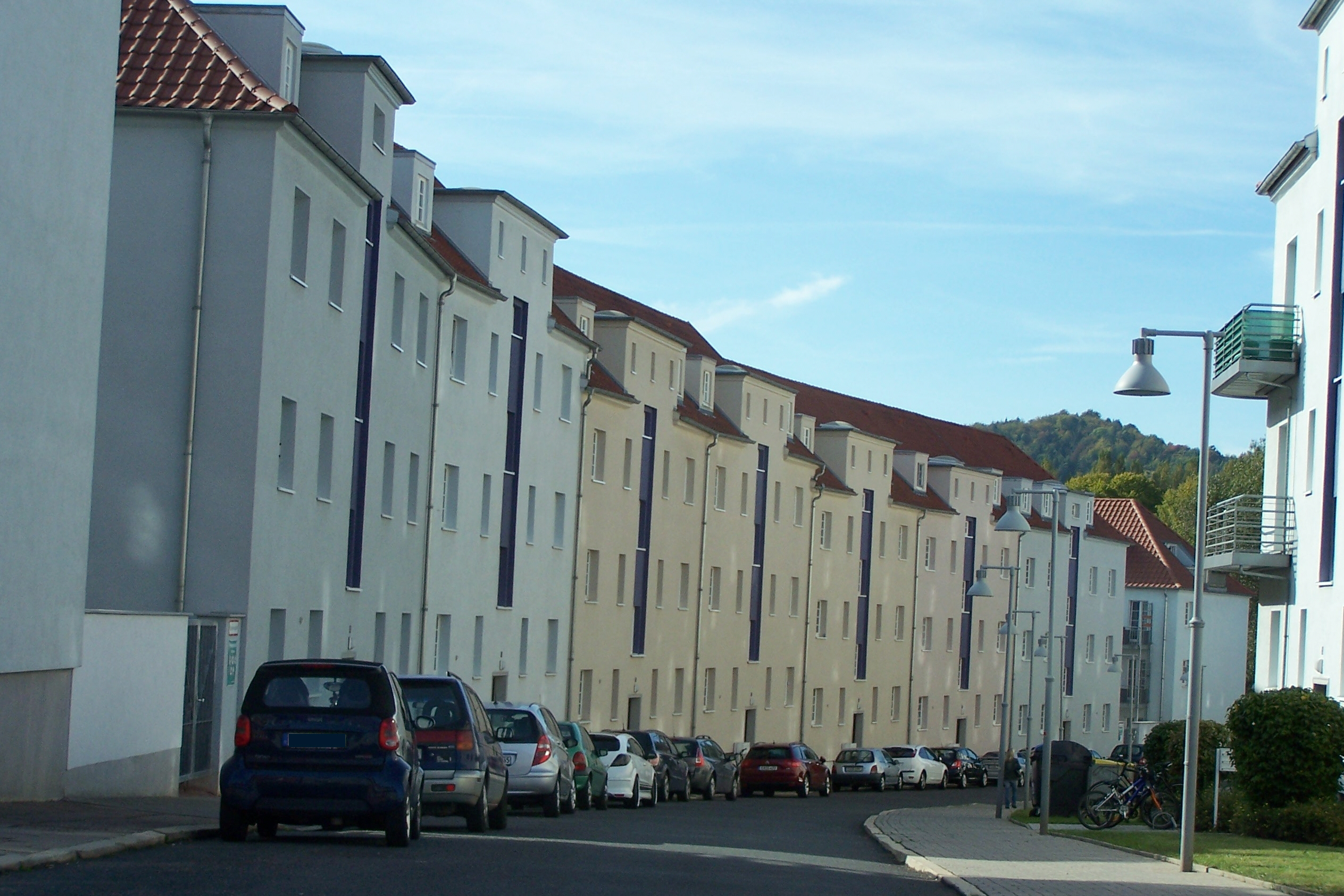
Fröbelstraße
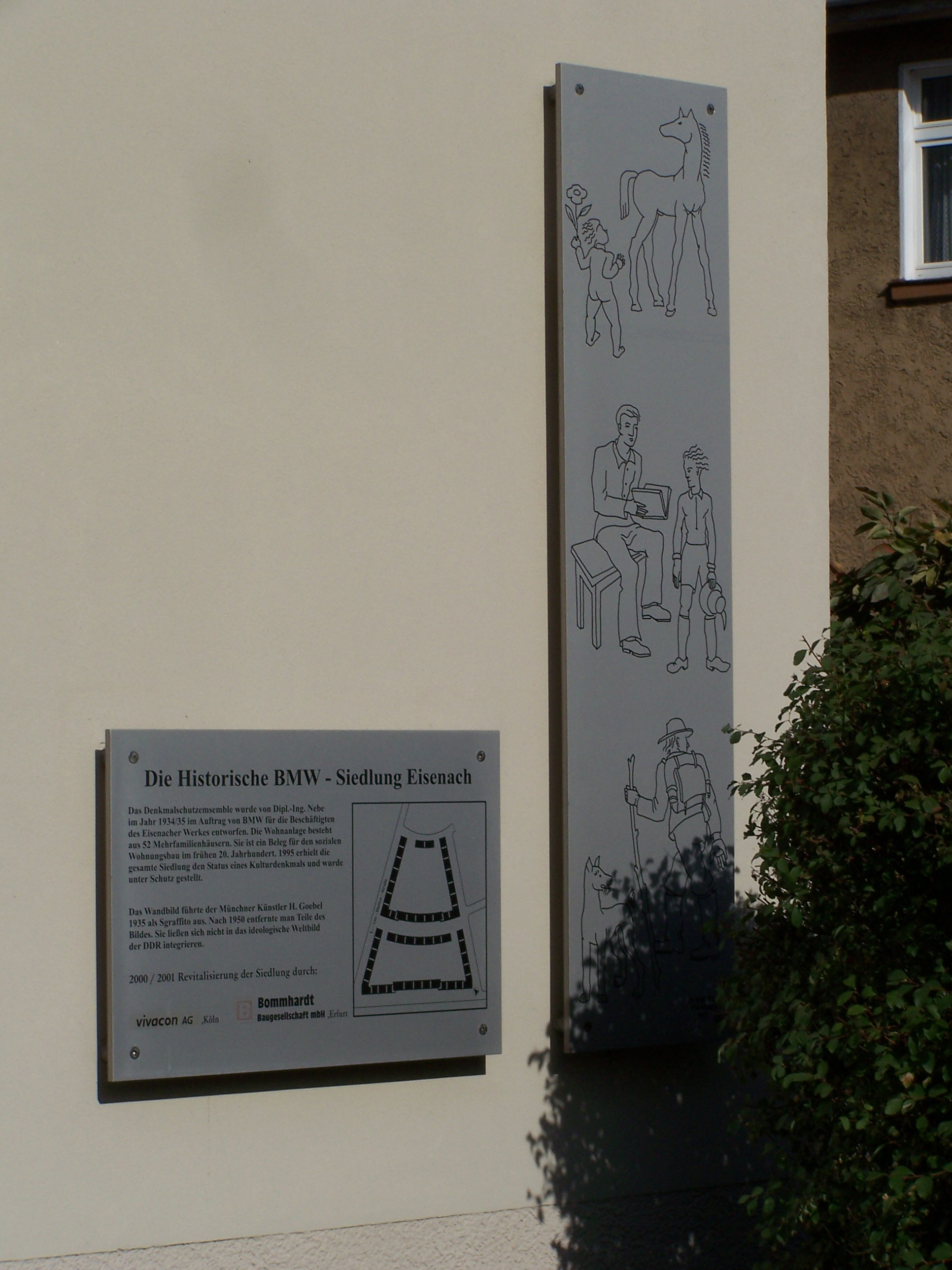
Schautafeln